# ラクレット

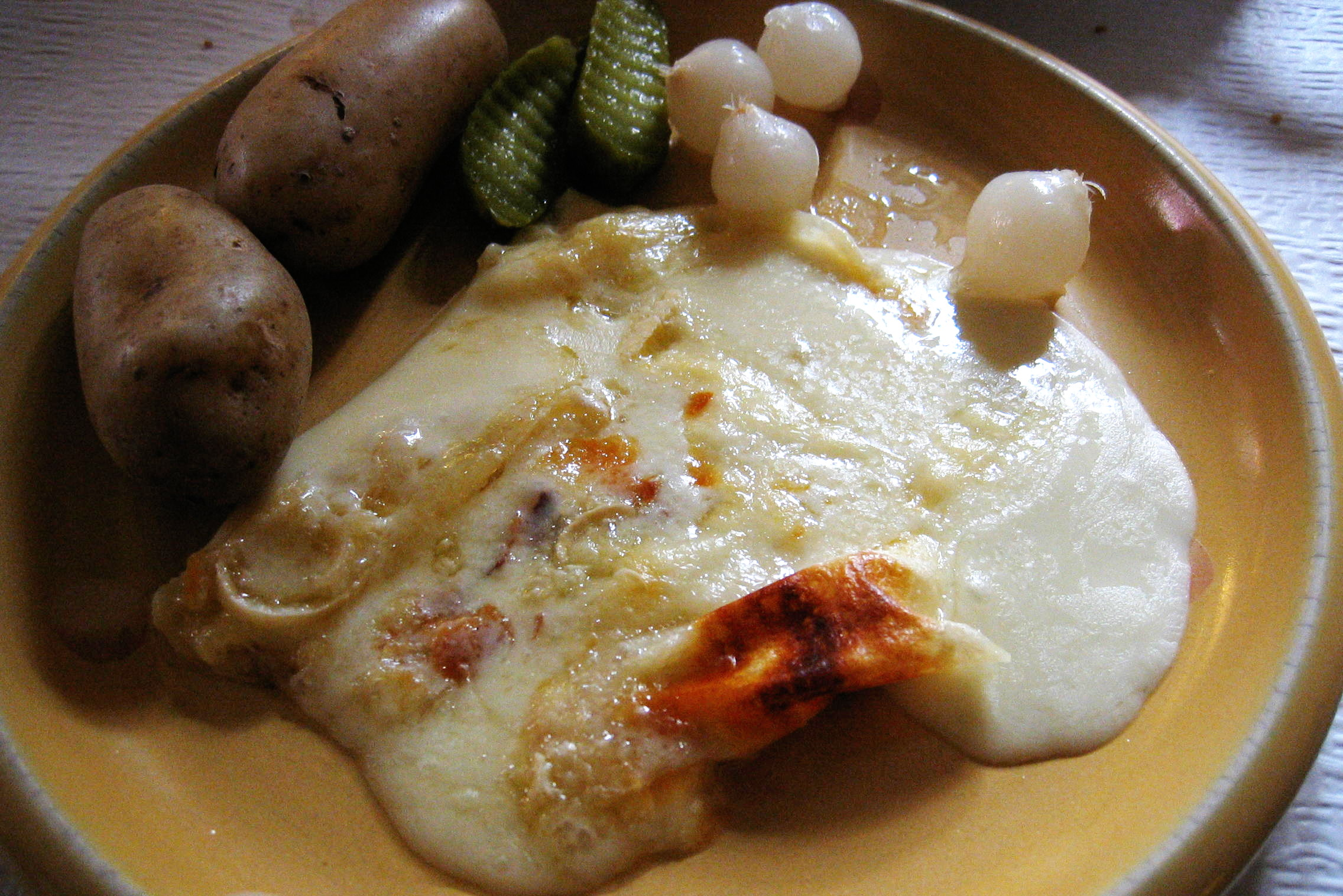
ラクレット（スイス ヴァレー州）

ラクレット（フランス語: raclette）は、ヴァレー州を中心とするスイスおよびフランス サヴォア地方のチーズ断面を熱で溶かして削ぐ料理、あるいはこの料理に用いるチーズを指す。呼び名はフランス語の俚言（パトワ）で「削る」を意味する"racler"から。ヴァレー州以外ではスライスした長方形のチーズを溶かすことが多い。

## 料理
チーズにはラクレットチーズ（後述）を使用する。チーズの断面を直火で熱して溶けた部分を削ぎ、皮付きのジャガイモなどに絡めて食べる。ピクルスを付け合わせとする。ヴァレー州を中心としたスイス全土、スイス国境に近いフランスのサヴォア地方などの伝統料理の1つである。チーズを火で溶かす古い記録として16世紀のものが残っている。現代では火ではなく、電気ヒータによりチーズ断面を加熱する器具や、薄切りのチーズを小さなトレイに載せて加熱するラクレットグリルもある。
テレビアニメ『アルプスの少女ハイジ』で、暖炉にかざしてチーズを溶かして食べる食事場面に登場する。

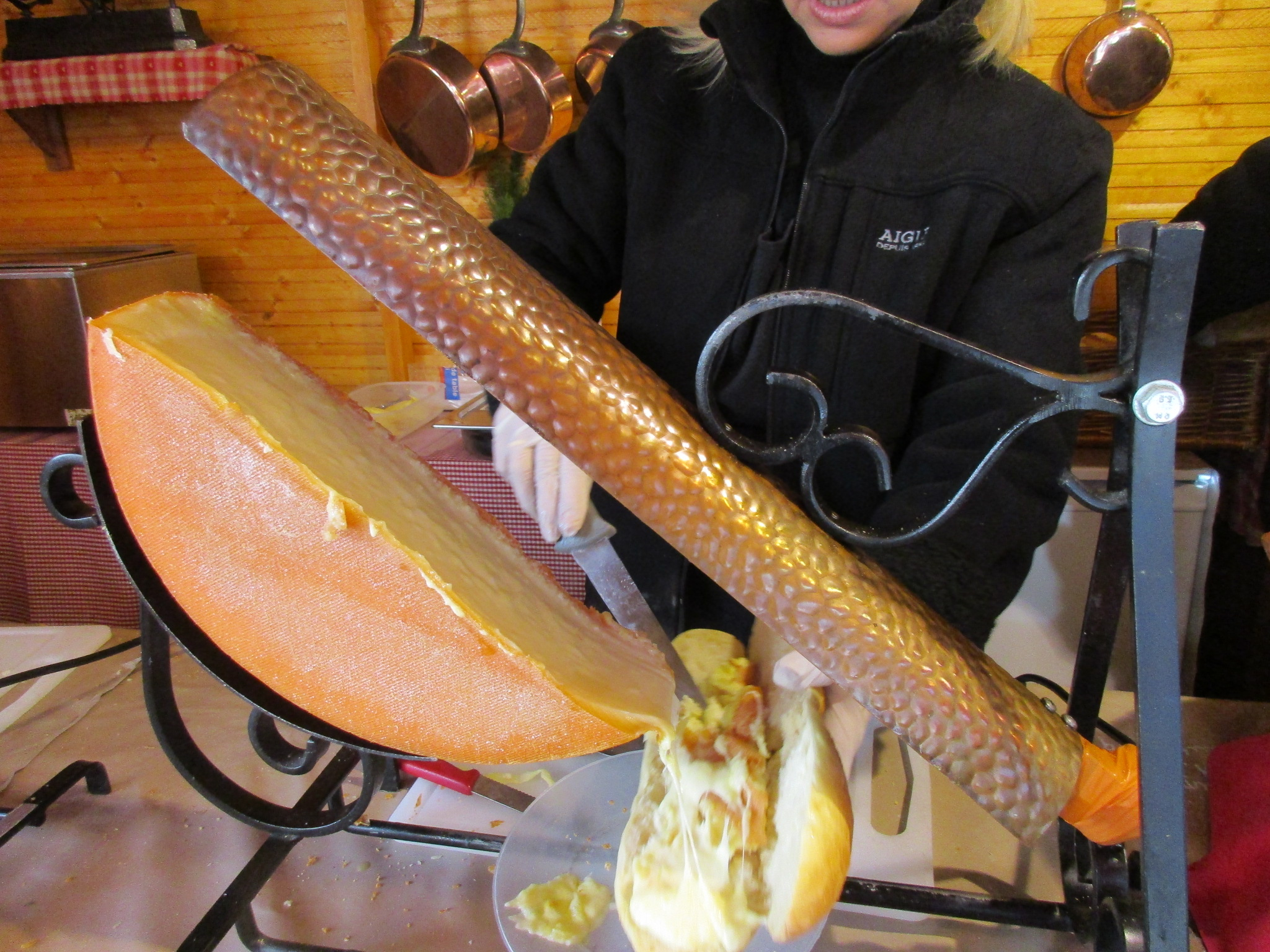
ヒータによるチーズの加熱
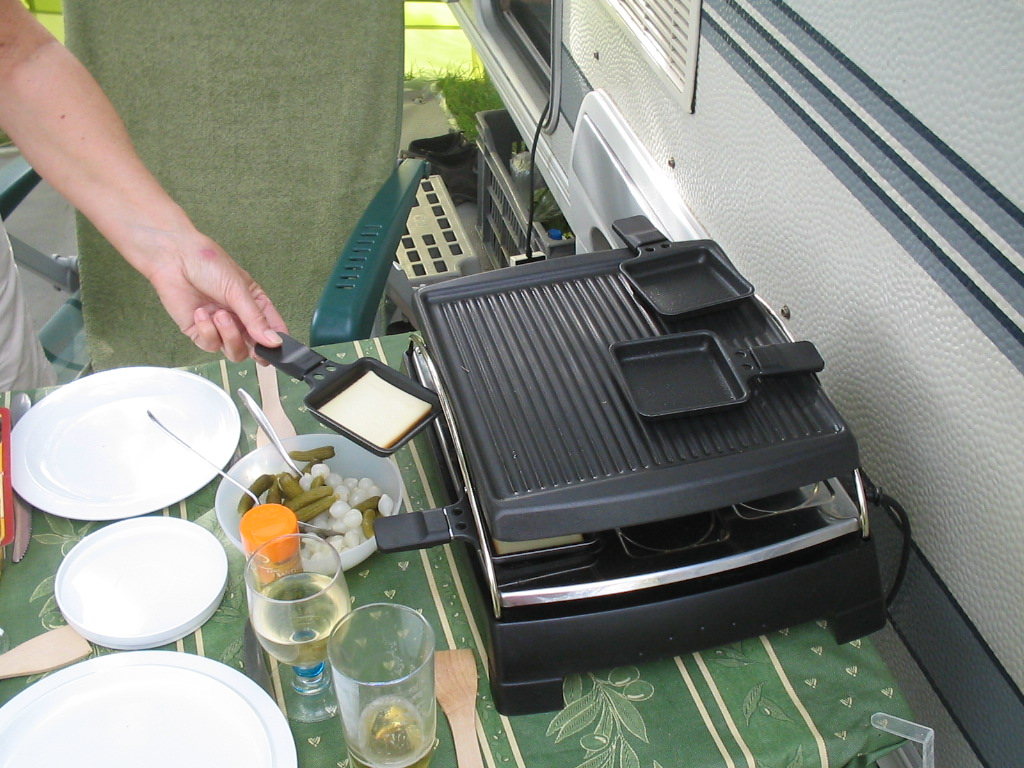
ラクレットグリル
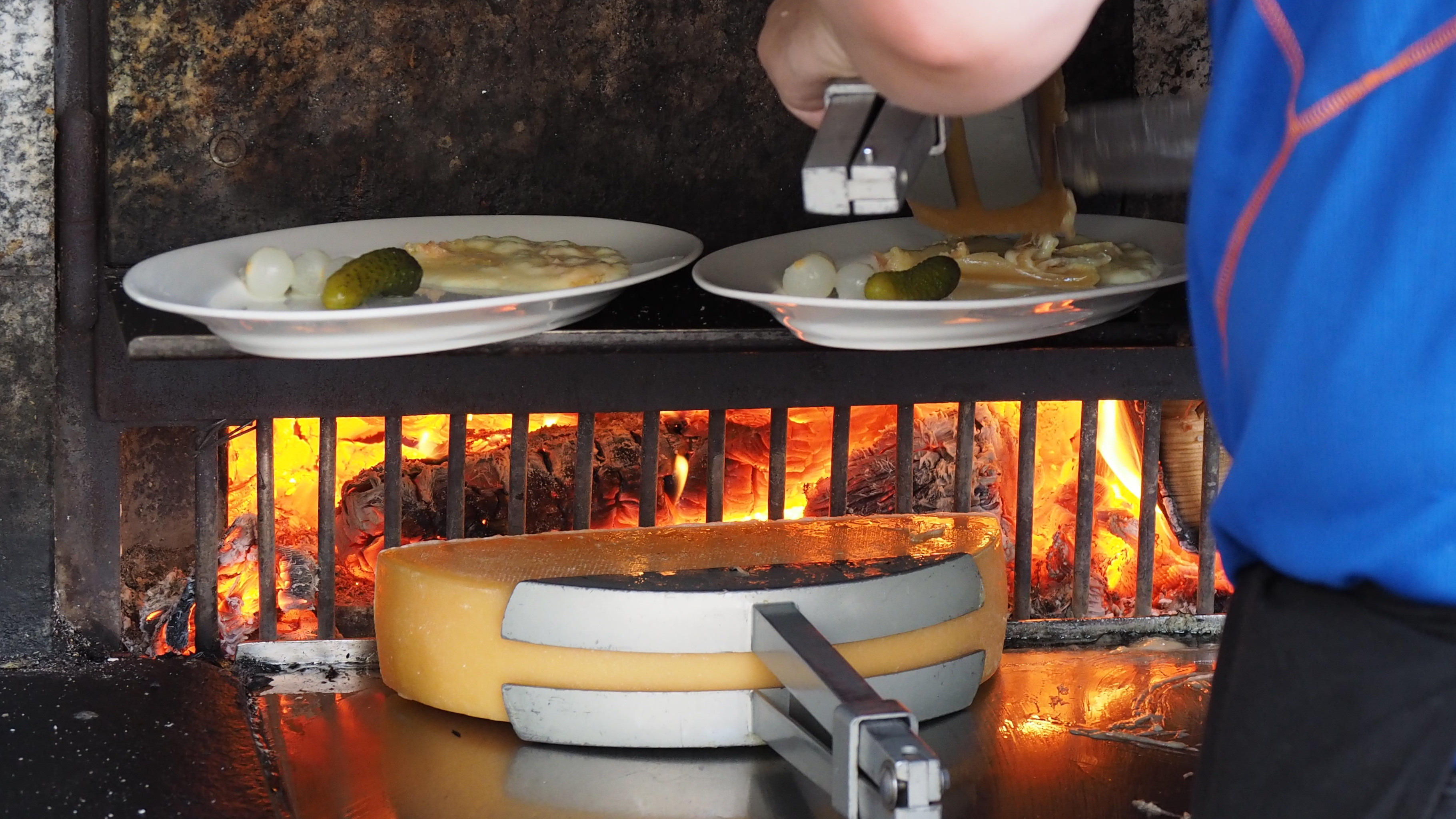
火によるチーズの加熱（スイス ヴァレー州）

## ラクレットチーズ
ラクレットは、牛乳から作られるハードチーズの一種である。32℃に温めた生乳を、乳酸菌（RA401）、レンネット（凝乳酵素）を用いて凝固させたカードを細かく切り、ホエーを除いて30 - 40℃で15 - 20分かき混ぜる。これを4回プレスした直径約30センチメートルの塊を1日塩水に浸した後、塩水で表面をこする頻度を減らしながら95日間11℃、湿度92％の環境で熟成させる。

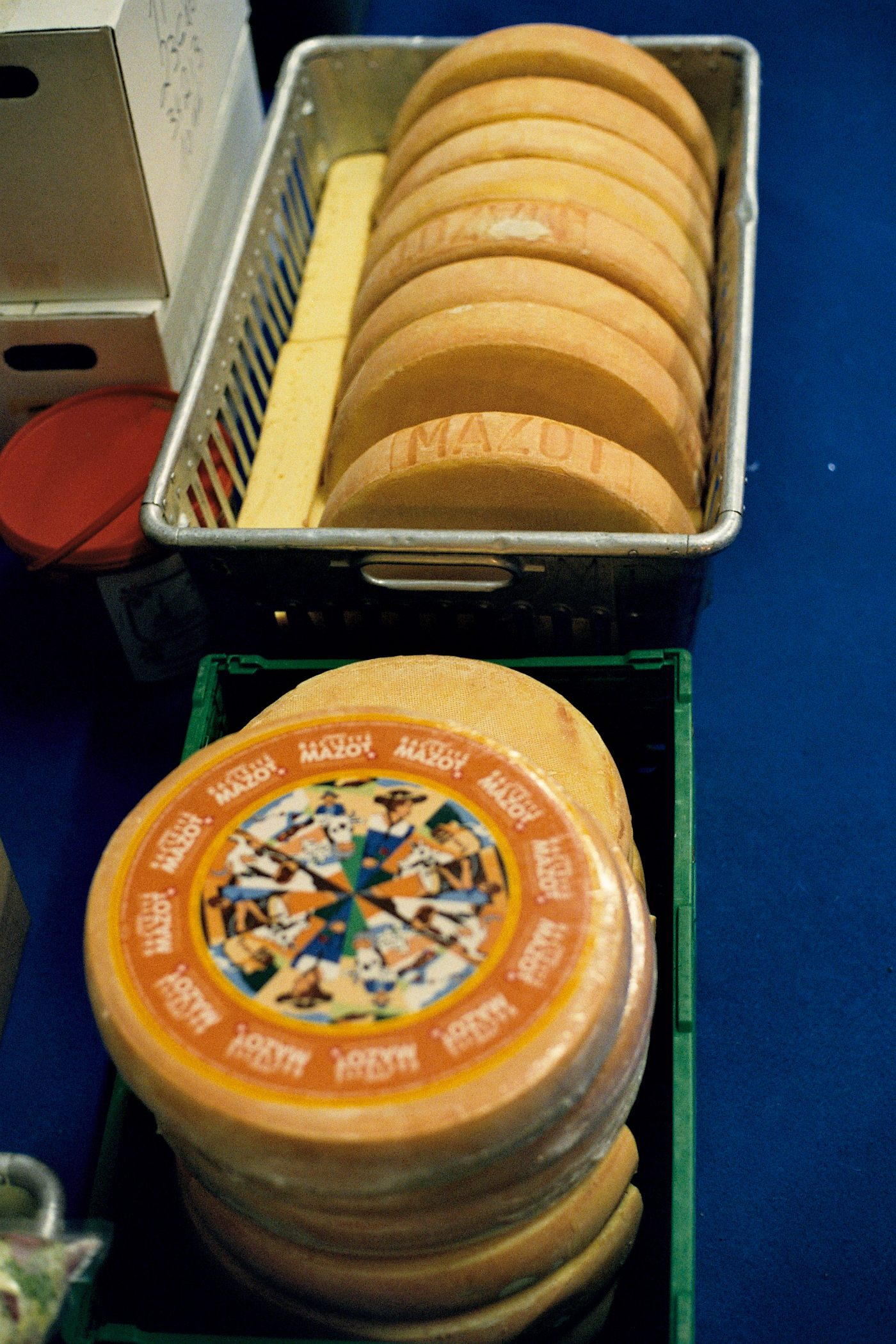
ラクレットチーズ